# Sempre Pronti per la Patria e per il Re
Sempre Pronti per la Patria e per il Re (in acronimo S.P., spesso identificata con la locuzione Camicie azzurre a causa delle camicie di colore azzurro adottate quale parte della divisa) fu un'organizzazione paramilitare fondata dall'Associazione Nazionalista Italiana.
Ebbe un armamento piuttosto vario, un distintivo tricolore con l'acronimo "SP" e la divisa fu costituita da pantaloni militari con fasce e camicia azzurra.

## Storia
Le prime Legioni dei "Sempre Pronti per la Patria e per il Re" sorsero a Bologna nel 1919 e solo alla fine del 1921, durante il Convegno Nazionalista del 6 novembre, si arrivò alla costituzione di una Organizzazione Centrale, passando così dalla fase locale alla fase Nazionale.
Il 24 ottobre 1922, in presenza di Alfredo Rocco e sotto la guida di Raffaele Paolucci, essi resero resero omaggio al corteo delle camicie nere convenuto a Napoli per il Consiglio nazionale del Partito Nazionale Fascista: la presenza di una loro rappresentanza, nel pubblico del teatro San Carlo in occasione del discorso di Mussolini, fu considerata uno dei prodromi politici della Marcia su Roma.
Fu sciolta nel 1923, quando, con la costituzione della Milizia Volontaria per la Sicurezza Nazionale (1º febbraio 1923), per ordine del governo Mussolini, vennero sciolti gli altri corpi armati. La maggior parte dei Sempre Pronti confluì quindi nella MVSN.